# Second Hand (film de Dan Pița)
Second Hand este un film dramatic românesc produs de Dan Pița. Filmul Second Hand prezintă evoluția relației dintre Petre(Mihai Călin) și Andreea (Alexandra Dinu). 

## Fișa tehnică
- Regia: Dan Pița
- Producători: Dan Pița (Solaris Film), Andrei Boncea (Media Pro Pictures)
- Scenariul: Radu F. Alexandru
- Gen: Dramă
- Premiera în România: 27 mai 2005
- Durată: 105 minute
- Ecran normal
- Rating: Interzis sub vârsta de 14 ani
- Distribuit în România de MediaPro Distribution

## Distribuția
- Adina Andrei - Mona
- Gabriela Bobeș -
- Vasile Calofir -
- Mihai Călin - Petre
- Alexandra Dinu - Andreea
- Bogdan Dumitrescu
- Elias Ferkin - Elias
- Cătălin Neamțu
- Răzvan Oprea -
- Adina Petras -
- Laura Vasiliu -
- Răzvan Vasilescu -
- Alexandru Arion -